# Pantai (Sirah Pulau Padang)
Pantai is een bestuurslaag in het regentschap Ogan Komering Ilir van de provincie Zuid-Sumatra, Indonesië. Pantai telt 276 inwoners (volkstelling 2010).